# NGC 2805

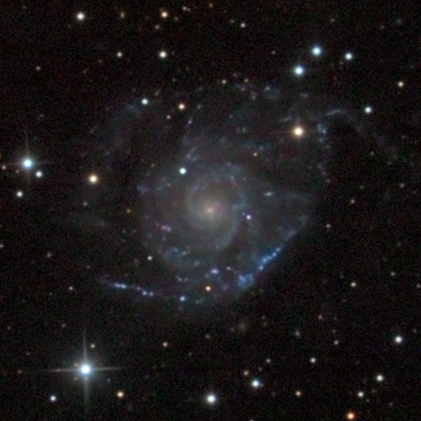
Галактика NGC2805 - астрофото любителя астрономии

NGC 2805 (другие обозначения — UGC 4936, MCG 11-12-3, ZWG 312.2, PGC 26410) — спиральная галактика с перемычкой (SBd) в созвездии Большая Медведица.
Этот объект входит в число перечисленных в оригинальной редакции «Нового общего каталога».
Галактика NGC 2805 входит в состав группы галактик NGC 2805. Помимо NGC 2805 в группу также входят NGC 2814, NGC 2820, NGC 2880, IC 2458 и UGCA 442.